# Too Ra Loo Ra Loo Ral
«Too-Ra-Loo-Ra-Loo-Ral (That's an Irish Lullaby)» es una canción clásica irlandesa, compuesta en 1914 por James Royce Shannon. La canción fue popularizada más tarde por Bing Crosby en la película de 1944 Going My Way.
En 1976, en el concierto The Last Waltz —el último concierto de la banda de rock canadiense The Band— la canción fue interpretada por Richard Manuel y Van Morrison; apareció también en el álbum homónimo. El sencillo «Come On Eileen», de la banda de pop rock británica Dexys Midnight Runners, hace referencia a esta canción. A su vez, la canción aparece en dos capítulos de la serie animada The Simpsons, Homer's Barbershop Quartet y Sex, Pies and Idiot Scrapes.[cita requerida]